# Ngô Bang Quốc
Ngô Bang Quốc (giản thể: 吴邦国; phồn thể: 吳邦國; bính âm: Wú Bāngguó; 22 tháng 7 năm 1941 — 8 tháng 10 năm 2024) là một nhà chính trị Trung Quốc. Ông là đảng viên Đảng Cộng sản Trung Quốc. Ông từng là Chủ tịch Quốc hội Cộng hòa Nhân dân Trung Hoa. Ngô Bang Quốc sinh ra tại huyện Phì Đông, tỉnh An Huy, Trung Quốc. Ông nhập học Đại học Thanh Hoa năm 1960, chuyên ngành kỹ thuật đèn điện tử và tốt nghiệp năm 1967.